# Iven Ferch
Iven Fietje Ferch (* 18. September 1997 in Mühldorf am Inn) ist ein deutscher Volleyballspieler.

## Karriere
Ferch begann seine Karriere im Alter von neun Jahren in seiner Heimatstadt beim TSV Mühldorf. Mit dem Verein wurde er dreimal deutscher Jugendmeister. 2014 wechselte er zum VC Olympia Berlin. Mit der Nachwuchsmannschaft spielte er in der Saison 2014/15 in der ersten Bundesliga. In der folgenden Saison trat er mit dem VCO in der Zweiten Bundesliga Nord an.
2016 wechselte der Mittelblocker zum Erstligisten Netzhoppers Königs Wusterhausen. Mit dem Verein erreichte er in der Saison 2016/17 das Halbfinale im DVV-Pokal und das Playoff-Viertelfinale der Bundesliga. Zu Beginn der Saison 2017/18 zog er sich einen schweren Knorpelschaden im Knie zu und fiel damit lange Zeit aus. 2019 wurde Ferch von den WWK Volleys Herrsching verpflichtet, aber erst an den TSV Mühldorf, um Spielpraxis zu bekommen. Mit Mühldorf gelang ihm 2020 den Aufstieg in die 2. Bundesliga Süd. Danach spielte er für Herrsching. Mit dem Verein kam er im DVV-Pokal 2020/21 ins Halbfinale und in den Bundesliga-Playoffs ins Viertelfinale. Ein Jahr später wiederholten die Herrschinger die Ergebnisse mit dem Pokal-Halbfinale und Playoff-Viertelfinale.
2022 wurde Ferch erstmals in die A-Nationalmannschaft berufen. In der Saison 2022/23 kam er mit Herrsching im DVV-Pokal und in der Bundesliga jeweils ins Viertelfinale.  2023 verpflichtete ihn der Erstliga-Aufsteiger ASV Dachau. Die Dachauer schieden im DVV-Pokal 2023/24 im Achtelfinale aus und verpassten als Tabellenneunter der Bundesliga-Hauptrunde die Playoffs.

## Privates
Iven Ferch studiert Lehramt in München. Mit seinem älteren Bruder Hauke Ferch spielte er zuletzt in der Saison 2019/20 zusammen beim TSV Mühldorf.